# Myosotis saxosa
Myosotis saxosa är en strävbladig växtart som beskrevs av Joseph Dalton Hooker. Myosotis saxosa ingår i släktet förgätmigejer, och familjen strävbladiga växter. Inga underarter finns listade i Catalogue of Life.